# Решетник Ольга Терентіївна
Решетник Ольга Терентіївна — українська акторка. 
Народилася в Полтаві в 1907 році в сім'ї шевця, що належав до козацького стану. 
Акторка театру ім. Франка. Працювала на радіо. 
Під час війни мала рекордні показники за виступами перед фронтовиками: «15 жовтня 1941 року колектив театру евакуювали до Семипалатинська. Й тут одразу розпочалася робота на сцені місцевого казахського театру, виїзди до фронтовиків та місцевого населення. Франківці працювали без вихідних, що дозволило їм зібрати додатково у фонд оборони 200 тис. руб34. Лише за другу половину жовтня „артистка II категорії“ Тетяна Яковченко мала 30 виступів перед фронтовиками, що було майже рекордною кількістю — більше встигли виступити лише Марія Шульга (31) та Решетник (33). Ніхто з акторів не думав про відпочинок. Сили митців підтримували хіба що харчі з їдальні обкому, до якої вони були „приписані“35. Незабаром, після повернення першої фронтової бригади до Семипалатинська, Микола Яковченко вирушив на фронт, залишивши Тетяну Марківну з доньками в евакуації.»
Була одружена з актором Театру ім. Франко Павлом Шкрьобою. 
Померла в Києві в 1989 році. Похована на Лісовому кладовищі м. Києва.

## Фільмографія
- 1952 «В степах України», Гандзя